# Julien Van Laethem
Julien Van Laethem (Burst, 12 mei 1923 – Aaigem, 25 juni 2013) was een Belgisch CVP-politicus.
Hij trad toe tot de gemeenteraad van zijn geboortedorp in 1953 om er nadien schepen te worden. Van 1971 tot 1976 was hij de laatste burgemeester van het zelfstandige Burst. Na de fusie met Erpe-Mere in 1977 bleef hij zetelen in de gemeenteraad aldaar tot eind 1988.
Van Laethem was ambtenaar van beroep en was onder meer administrateur-generaal van het Fonds voor Arbeidsongevallen.